# Polskie Towarzystwo Naukowe na Białorusi
Polskie Towarzystwo Naukowe na Białorusi − organizacja naukowa na Białorusi utworzona 16 lutego 1992 roku. Jej prezesem był doc. dr hab. Czesław Bieńkowski.

## Historia
Polskie Towarzystwo Naukowe na Białorusi zostało utworzone na konferencji założycielskiej w Grodnie 16 lutego 1992 roku. Uchwalono wówczas jego statut i wybrano Zarząd Główny z siedzibą w Mińsku. W marcu tego samego roku utworzono 2 oddziały organizacji – w Mińsku i Grodnie. W późniejszym okresie powstały także organizacje regionalne, m.in. w Brześciu i Witebsku.